# Зона абляції
Зона абляції позначає маловисотні ділянки льодовика або льодовикового щита під фірном з чистим збитком льодової маси внаслідок плавлення, сублімації, випаровування, відколювання льоду, еолових процесів на кшталт буревіїв, лавин та будь-якої іншої абляції. 
Снігова лінія відмежовує зону абляції від більш висотних зон акумуляції. Зона абляції часто містить об'єкти талих вод, як-от надльодовикові озера, внутрільодовикові потоки та підльодовикові озера. Відклади, утворені в таких зонах, утворюють невеликі насипи та згірки та називаються камами. Топографія камів та виярків є зручною для визначення зон абляції льодовиків. Абляція є ключовою часткою у балансі маси льодовика.
Об'єми снігу й льоду, зібраних в акумуляційній зоні, та об'єми снігу й льоду, втрачених в зоні абляції, визначають баланс маси льодовика. Виміри балансу маси часто здійснюють у зоні абляції за допомогою снігових кілків.